# الآثار الصحية للمبيدات
قد تكون الآثار الصحية للمبيدات حادة وسريعة أو متأخرة عند الأشخاص المعرضين لها.  وجدت مراجعة منهجية لعام 2007 أن: معظم الدراسات على ليمفوما اللاهودجكين وسرطان الدم أظهرت ارتباطات إيجابية مع التعرض للمبيدات، وخلصت بالتالي إلى ضرورة تقليل استخدام المبيدات الحشرية في مجال مستحضرات التجميل.  يوجد دليل قوي أيضًا على النتائج السلبية الأخرى الناتجة عن التعرض للمبيدات بما في ذلك المشاكل العصبية، والعيوب الخلقية، وموت الجنين،  واضطراب النمو العصبي. 
وفقًا لاتفاقية استكهولم بشأن الملوثات العضوية الثابتة (2001)، كانت 9 من أكثر 12 مادة كيميائية خطورة تعتبر من المبيدات، تم سحب الكثير منها الآن من الاستخدام.

## الآثار العاجلة
قد تحدث مشاكل صحية حادة لدى العمال الذين يتعاملون مع المبيدات الحشرية مثل آلام البطن، والدوخة، والصداع، والغثيان، والتقيؤ، وكذلك مشاكل الجلد والعين.  يقدر أن نصف مليون شخص في الصين يتسممون بالمبيدات الحشرية كل عام، يموت 500 منهم.  يمكن أن تسبب المبيدات الحشرية التي تستخدم عادة في مبيدات البق حالة مميتة محتملة إذا تم تنفسها. 

## آثار طويلة الأجل

### السرطان
درست العديد من الدراسات آثار التعرض للمبيدات الحشرية في زيادة خطر الإصابة بالسرطان. تم العثور على روابط مع: سرطان الدم، وسرطان الغدد الليمفاوية، وسرطان الدماغ، وسرطان الكلى، وسرطان الثدي، وسرطان البروستاتا، وسرطان البنكرياس، وسرطان الكبد، وسرطان الرئة، وسرطان الجلد.  يحدث هذا الخطر المتزايد مع كل من التعرضات السكنية والمهنية.  تم العثور على زيادة معدلات الإصابة بالسرطان بين عمال المزارع الذين يستخدمون هذه المواد الكيميائية.  يرتبط تعرض الأم المهني لمبيدات الآفات أثناء الحمل بزيادة في خطر إصابة طفلها بسرطان الدم، وورم ويلمز، وسرطان الدماغ.  يرتبط التعرض للمبيدات الحشرية داخل المنزل ومبيدات الأعشاب بالخارج بسرطان الدم لدى الأطفال. 

### الاضطرابات العصبية
تربط الأدلة التعرض للمبيدات الحشرية بالنتائج العصبية المتفاقمة.
أنهت وكالة حماية البيئة في الولايات المتحدة مراجعة لمدة عشر سنوات لمبيدات الآفات الفوسفاتية العضوية بعد قانون حماية جودة الأغذية لعام 1996، لكنها لم تفعل شيئًا يذكر لتأثيرات السمية العصبية التنموية، مما أثار انتقادات شديدة من داخل الوكالة ومن الباحثين الخارجيين.  لم تتم دراسات مماثلة مع المبيدات الحشرية الأحدث التي تحل محل الفوسفات العضوي. 

### الآثار علي الصحة الانجابية
هناك أدلة قوية تربط التعرض للمبيدات الحشرية بالعيوب الخلقية وموت الجنين وتغير نمو الجنين. يرتبط العامل البرتقالي بتأثيرات صحية ووراثية سيئة في الملايو وفيتنام.  وقد وجد أيضًا أن النسل الذي تعرض في مرحلة ما لمبيدات الآفات كان وزنه منخفض عند الولادة وكانت به عيوب في النمو. 

#### الخصوبة
ارتبط عدد من المبيدات بما في ذلك ديبروكلوروفان بضعف الخصوبة لدى الذكور.  أدى التعرض للمبيدات الحشرية إلى انخفاض الخصوبة في الذكور، والتغيرات الجينية في الحيوانات المنوية، وانخفاض عدد الحيوانات المنوية، وتغيير وظيفي في الهرمونات.

### أخرى
وقد وجدت بعض الدراسات زيادة مخاطر التهاب الجلد عند الأشخاص المعرضين. 
بالإضافة إلى ذلك، أشارت الدراسات إلى أن التعرض لمبيدات الآفات يرتبط بمشاكل تنفسية طويلة الأجل.  درست ملخصات الأبحاث التي استعرضها النظراء العلاقة بين التعرض للمبيدات الحشرية والنتائج العصبية والسرطان، وربما هما أهم شيئان يحدثان عند تعرض العمال للفوسفات العضوي. 

وفقًا للباحثين من المعاهد الوطنية للصحة (NIH)، فإن مستخدمي مبيدات الآفات المرخصة الذين استخدموا مبيدات الآفات المكلورة في أكثر من 100 يوم في حياتهم كانوا أكثر عرضة للإصابة بمرض السكري. وجدت إحدى الدراسات أن الترابط بين مبيدات آفات محددة ومرض السكري يتراوح بين 20٪ إلى 200٪ زيادة في المخاطر. تم الإبلاغ عن حالات جديدة لمرض السكري بنسبة 3.4 في المائة من أولئك الذين ينتمون لأدنى فئة من استخدام مبيدات الآفات مقارنة بـ 4.6 في المائة من الفئة الأعلى. كانت المخاطر أكبر عندما تمت مقارنة مستخدمي مبيدات آفات محددة مع غيرهم الذين لم يطبقوا هذه المادة الكيميائية أبدًا. 

## طرق التعرض
يمكن أن يتعرض الناس للمبيدات الحشرية من خلال عدد من الطرق المختلفة بما في ذلك: في المنزل، وفي المدرسة وفي طعامهم.
هناك مخاوف من أن المبيدات المستخدمة للسيطرة على الآفات على المحاصيل الغذائية تشكل خطرا على الأشخاص الذين يستهلكون هذه الأطعمة. هذه المخاوف هي أحد أسباب حركة الأغذية العضوية. تحتوي العديد من المحاصيل الغذائية، بما في ذلك الفواكه والخضروات، على بقايا مبيدات الآفات بعد غسلها أو تقشيرها. لم تعد تُستخدم المواد الكيميائية ولكنها مقاومة للتحطم لفترات طويلة، قد تبقى في التربة والمياه وبالتالي في الغذاء. 
أوصت لجنة الدستور الغذائي التابعة للأمم المتحدة بالمعايير الدولية للحدود القصوى للمخلفات (MRLs)، بالنسبة لمبيدات الآفات الفردية في الأغذية. 
الفراولة والطماطم هما المحصولان الأكثر احتياجاً لتبخير التربة. فهما عرضة بشكل خاص لعدة أنواع من الأمراض والحشرات والعث والديدان الطفيلية. في عام 2003، في ولاية كاليفورنيا وحدها، تم استخدام 3.7 مليون رطل (1700 طن متري) من الصوديوم الميثام على الطماطم. في السنوات الأخيرة، أثبت المزارعون الآخرون أنه من الممكن إنتاج الفراولة والطماطم دون استخدام المواد الكيميائية الضارة وبطريقة فعالة من حيث التكلفة. 
يحتمل أن تكون طرق التعرض بخلاف استهلاك الأغذية التي تحتوي على بقايا، وخاصة انجراف مبيدات الآفات، مهمة لعامة الناس. 

## الوقاية
لا يمكن دراسة التعرض للمبيدات في التجارب التي يسيطر عليها المعيار الوهمي لأن هذا سيكون غير أخلاقي.  وبالتالي لا يمكن إقامة علاقة تأثير مسبب نهائي.   يمكن جمع أدلة ثابتة من خلال دراسات أخرى.  وبالتالي يستخدم المبدأ التحوطي في كثير من الأحيان في القانون البيئي بحيث لا يكون الإثبات المطلق مطلوبًا قبل بذل الجهود لتقليل التعرض للسموم المحتملة. 
توصي الجمعية الطبية الأمريكية بالحد من التعرض للمبيدات الحشرية.  توصلوا إلى هذا الاستنتاج بسبب حقيقة أن أنظمة المراقبة الموجودة حاليًا غير كافية لتحديد المشكلات المتعلقة بالتعرض.  مؤسسة إصدار التراخيص وبرامج الإخطار العامة هي أيضًا ذات قيمة غير معروفة في قدرتها على منع النتائج الضارة. 

## احصائيات المرض
تقدر منظمة الصحة العالمية وبرنامج الأمم المتحدة للبيئة أنه كل عام يعاني 3 ملايين عامل في الزراعة في العالم النامي من التسمم الحاد بمبيدات الآفات، ويموت حوالي 18000 منهم. وفقا لأحد الدراسات، فإن ما يصل إلى 25 مليون عامل في البلدان النامية قد يعانون من التسمم بالمبيدات الحشرية الخفيفة سنويا.  تم العثور على 50 مستوي من مبيدات الآفات المختلفة في دم عينة تمثيلية من سكان الولايات المتحدة. 

## البحوث ذات الاهتمام
أثيرت مخاوف بشأن تضارب المصالح بشأن الأبحاث. بعد وفاة ريتشارد دول وجد أن صندوق أبحاث السرطان الإمبراطوري في إنجلترا لديه علاقات غير معلن عنها لتمويل صناعة المبيدات. 

## حيوانات أخرى
وهناك عدد من المبيدات الحشرية بما في ذلك النيونيكوتينينويدس سامة للنحل.  قد يكون التعرض للمبيدات أحد العوامل المساهمة في اضطراب انهيار المستعمرات.  أشارت دراسة في ولاية كارولينا الشمالية إلى أن أكثر من 30 في المائة من السمان الذي تم اختباره أصيب بالمرض بسبب استخدام أحد مبيدات الحشرات الجوية. بمجرد الإصابة بالمرض، قد تهمل الطيور البرية صغارها، وتتخلى عن أعشاشها، وتصبح أكثر عرضة للحيوانات المفترسة أو المرض. 